# Músculo oblicuo interno abdominal
El músculo oblicuo interno abdominal, oblicuo interno del abdomen u oblicuo menor del abdomen ([TA]: Obliquus internus abdominis) es un músculo del abdomen que se encuentra en la parte anterolateral del mismo, debajo del oblicuo mayor; par, ancho, aplanado, constituido por fascículos carnosos y aponeurosis.
Se inserta, por abajo, en el arco crural, espina ilíaca superior y, mediante aponeurosis, en las apófisis espinosas de la última lumbar y primera sacra, por arriba en el borde inferior de los cuatro últimos cartílagos costales y, mediante la aponeurosis anterior, en la línea alba.
Lo inervan los nervios intercostales y el abdominogenital.
Su función es la de espirador, flexor y rotador del tronco.  
- Datos: Q1334595